# Ravensara affinis
Ravensara affinis är en lagerväxtart som beskrevs av André Joseph Guillaume Henri Kostermans. Ravensara affinis ingår i släktet Ravensara och familjen lagerväxter. Inga underarter finns listade i Catalogue of Life.